# مليون في العسل (مسلسل)
مليون في العسل. مسلسل تلفزيوني مصري إخراج: محمد أباظة، تأليف: أبو أسامة إسماعيل.

## نظرة عامة
موظف بسيط يعمل في شركة يرأسها مدير يعمل في تهريب الممنوعات. يستغل المدير طيبة هذا الموظف فيكلفه بالسفر ليأتي له بكرتونة كبيرة من أحد العملاء يزعم أن فيها عينة من علب الكبريت التي تنوي الشركة إنتاجها، وعندما يتسلم الموظف الكرتونة يعود على الفور إلى المدير فلم يجده؛ لانتهاء وقت دوام الشركة، فيضطر إلى أن يذهب بها إلى منزله لكي يسلمها في الغد إلى المدير، وعندما تسأله زوجته يفهمها بموضوع الكرتونة معتقدا أن الذي بداخلها علب كبريت حسب ماقاله مدير الشركة، ولكن الزوجة تفتح الكرتونة وهو نائم لتجد بداخلها مبلغ مليون جنيه، فتقوم بأخذ المبلغ وإخفاءه في جرة عسل كبيرة واستبداله بعلب كبريت، ويذهب إلى مديره ومعه الأمانة بمنتهى حسن النية، فما الذي سيحدث؟